# سسک دم‌آتشی
سسک دم‌آتشی (نام علمی: Myzornis pyrrhoura) نام یک گونه از تیره سسکیان است.